# Ludmila Polesná
Ludmila Polesná (31. srpna 1934 Písek – 9. prosince 1988 Praha), rodným příjmením Štyndlová, poprvé provdaná Veberová, byla československá vodní slalomářka, kajakářka závodící v kategorii K1.
Na mistrovstvích světa získala čtyři zlaté (K1 – 1961, 1963, 1967, 1969), pět stříbrných (K1 – 1971; K1 družstva – 1963, 1965, 1967, 1969) a dvě bronzové medaile (K1 družstva – 1971, 1975). Startovala též na Letních olympijských hrách 1972, kde v individuálním závodě K1 dojela na 16. místě.